# 濟北公主
濟北公主（?—?），中国南北朝北魏公主。
濟北公主嫁给了穆伏幹，穆伏幹于和平二年（461年）卒，谥康，无子。

## 传记资料
- 《魏书·卷二十七·列传第十五》
- 《册府元龟 卷三百 外戚部·总序》
- 《北史·卷二十·列传第八》